# Mittelsinn
Mittelsinn é um município da Alemanha, localizada no distrito de Main-Spessart, no estado de Baviera.